# Lubná (district de Rakovník)
Pour les articles homonymes, voir Lubná.
Lubná (en allemand : Lubna) est une commune du district de Rakovník, dans la région de Bohême-Centrale, en République tchèque. Sa population s'élevait à 1 006 habitants en 2020.

## Géographie
Lubná se trouve à 4 km au sud-ouest de Rakovník et à 53 km à l'ouest du centre de Prague.
La commune est limitée par Rakovník au nord et au nord-ouest, par Pavlíkov au sud-ouest, par Senec au sud, et par Senomaty à l'ouest.

## Histoire
La première mention écrite de la localité remonte à 1057.

## Transports
Par la route, Lubná se trouve à 5,5 km de Rakovník et à 63 km du centre de Prague.